# Liste der Einträge im National Register of Historic Places im Nolan County
Die Liste der Registered Historic Places im Nolan County führt alle Bauwerke und historischen Stätten im texanischen Nolan County auf, die in das National Register of Historic Places aufgenommen wurden.

## Aktuelle Einträge
| Lfd. Nr. | Name im NRHP                            | Bild | Datum der Eintragung | Adresse/Lage                                                         | Ort        | NRHP-ID  | Beschreibung |
| -------- | --------------------------------------- | ---- | -------------------- | -------------------------------------------------------------------- | ---------- | -------- | ------------ |
| 1        | First National Bank Building            |      | 26. Mai 1983         | 101 E. 3rd St.                                                       | Sweetwater | 83003154 |              |
| 2        | I. M. and Margaret Newman House         |      | 14. Aug. 2003        | 309 Ragland St.                                                      | Sweetwater | 03000771 |              |
| 3        | R. A. Ragland Building                  |      | 14. Mai 1979         | 113--117 3rd St.                                                     | Sweetwater | 79003001 |              |
| 4        | Sweetwater Commercial Historic District |      | 7. Juni 1984         | Roughly between 1st and 5th, and Ash and Texas and Pacific RR tracks | Sweetwater | 84001915 |              |